# باشگاه فوتبال آغ‌سو
باشگاه فوتبال آغ‌سو (به لاتین: Ağsu FK) یک باشگاه و تیم فوتبال در جمهوری آذربایجان است که در شهر آق‌سو فعالیت می‌کند.